# Ann West Bignall
Ann West Bignall, född 176?, död 1805, var en amerikansk skådespelare. Hon tillhörde de ledande aktörerna i Virginia Company, även kallad Virginia Comedians, som under denna tid hade monopol för teaterverksamhet i Virginia. 
Hon föddes i England som dotter till skådespelarna Thomas Wade West och Margaretta Sully West, och gift med skådespelaren John Bignall (d. 1794) och 1795 med aktören James West. Hennes föräldrar och make var verksamma skådespelare i London, men det är inte känt när hon själv debuterade på scenen. Hon emigrerade till USA med sina föräldrar och sin make år 1790. 
Familjen engagerades initialt i Old American Company, men grundade år 1790 Virginia Company (även kallad Virginia Comedians och South Carolina Company), som bröt Old American Companys teatermonopol och fick tog över dess verksamhet i de Södra delstaterna (Virginia och South Carolina). Sällskapet erbjöd tragedier, komedier, farser, operaföreställningar, baletter, pantomimer, akrobatik, fyrverkerier och en orkester, och spelade de senaste engelska produktionerna, och var verksamt fram till hennes mors död. Hon beskrivs som teaterns ledande kvinnliga aktör fram till sin död. 
Bland hennes roller fanns Little Pickle i Isaac Bickerstaffes The Spoiled Child, Moggy M'Gilpin i The Highland Reel av John O'Keeffe och William Shield, och Betty Blackberry i O'Keeffe's The Farmer. I bevarande recensioner fick hon varenda gång beröm, även när föreställningen i övrigt inte ansågs lyckad, något som var mycket ovanligt, och hon fungerade som en av sällskapets huvudattraktioner. Aaron Burr kallade henne 1804 för Amerikas bästa skådespelerska. Länge efter hennes död använde kritiker henne som en måttstock för kritik av senare skådespelerskor. 